# 594 Мірей
594 Мірейль (594 Mireille) — астероїд головного поясу, відкритий 27 березня 1906 року Максом Вольфом у Гейдельберзі.
Тіссеранів параметр щодо Юпітера — 3,101.